# Euxootera scipioni
Euxootera scipioni är en fjärilsart som beskrevs av François Louis Nompar de Caumont de Laporte 1977. Euxootera scipioni ingår i släktet Euxootera och familjen nattflyn. Inga underarter finns listade i Catalogue of Life.